# Safiye Ali
Safiye Ali (İstanbul, 2 de febrer de 1894 – Dortmund, Alemanya, 5 de juliol de 1952) fou la primera metgessa turca.

## Biografia
Era filla d'Ali Fırat Pasha, ajudant del sultà otomà Abdülaziz i Abdülhamid II i Emine Hasene Hanım. El seu avi, Hacı Emin Pasha, nascut a Damasc, era un şeyhülislam –la màxima autoritat religiosa a l'Imperi Otomà.
Safiye Ali va fer els estudis secundaris a Arnavutkoy Kiz Koleji, en el Bòsfor. Després viatjà a Alemanya per a estudiar Medicina a la Universitat de Würzburg i es graduà el 1921. En plena Primera Guerra Mundial va acabar la carrera i va tornar a Istanbul, tot i que retornà a Alemanya per especialitzar-se en ginecologia i pediatria.
Es va casar amb el seu col·lega Ferdinand Krekeler. El 1922, quan va obrir la seva consulta, una petita clínica al barri de Cağaloğlu, la Facultat de Medicina de la Universitat d'Istanbul decidia acceptar dones, gairebé un segle després de la seva inauguració.
Va començar a impartir cursos de ginecologia i obstetrícia a la primera escola de medicina femenina de l'American College, i esdevingué també la primera dona professora d'educació superior.
Des del seu Centre d'Atenció Süt Damlası es va dedicar a promoure els beneficis de la llet materna i a procurar formació en l'alimentació materna i infantil, mentre també treballava en favor dels drets de les dones a la Unió de Dones Turques.

## Reconeixement i memòria
L'any 2021 el 1r Congrés Internacional d'Estudis Multidisciplinaris en Ciències de la Salut adoptà el nom de la doctora de la Safiye Alí.